# Сигнальні фігури

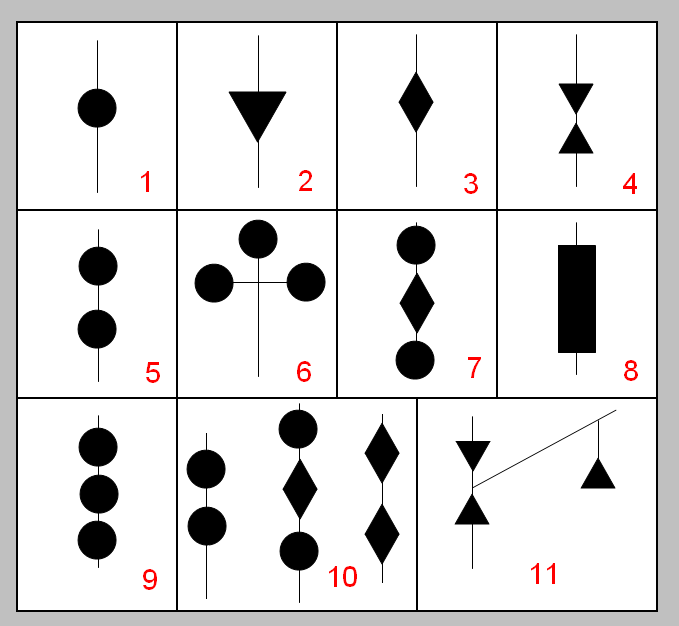
Сигнальні фігури згідно з МПЗЗС: 1 — куля, 2 — конус, 3 — ромб, 4 — з'єднані вершинами конуси, 5 — дві кулі, 6 — три кулі, розташовані трикутником, 7 — ромб між кулями, 8 — циліндр, 9 — три кулі, розташовані одна над однією, 10 — фігури судна, зайнятого днопоглиблювальними роботами, 11 — фігури судна з виметеними мережами.

Сигнальні фігури — предметні сигнальні засоби, що застосовуються для показу сигналів про швидкість ходу корабля, подачі аварійних і попереджувальних сигналів і сигналів, обумовлених всередині з'єднання кораблів. Також застосовується для застереження про очікувані шторми і сильні вітри, про висоту води, приплив і відплив та інших попереджувальних сигналів у портах. До сигнальних фігур належать червона і чорна кулі, конус, циліндр, Т-подібна фігура, смуга, ромб, хрест, чотирикутний і трикутний прапори і вимпел. Сигнали підіймають на щоглах (реях, гафелях) у приписаному правилами порядку, для позначення наявного стану судна, деякі з сигналів фігурами можуть доповнюватися іншими сигналами. Значення сигналів визначається Міжнародними правилами запобігання зіткненню суден у морі.

## Опис

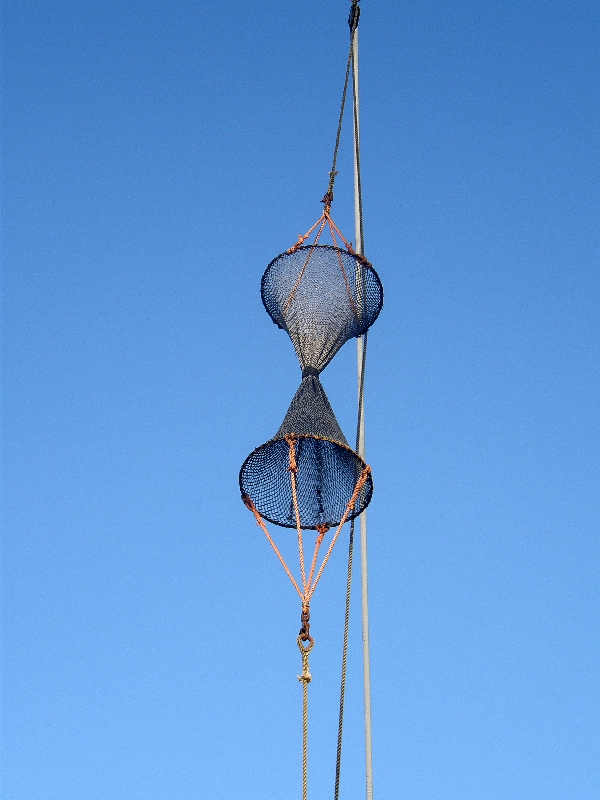
З'єднані вершинами конуси — знак судна під час лову риби

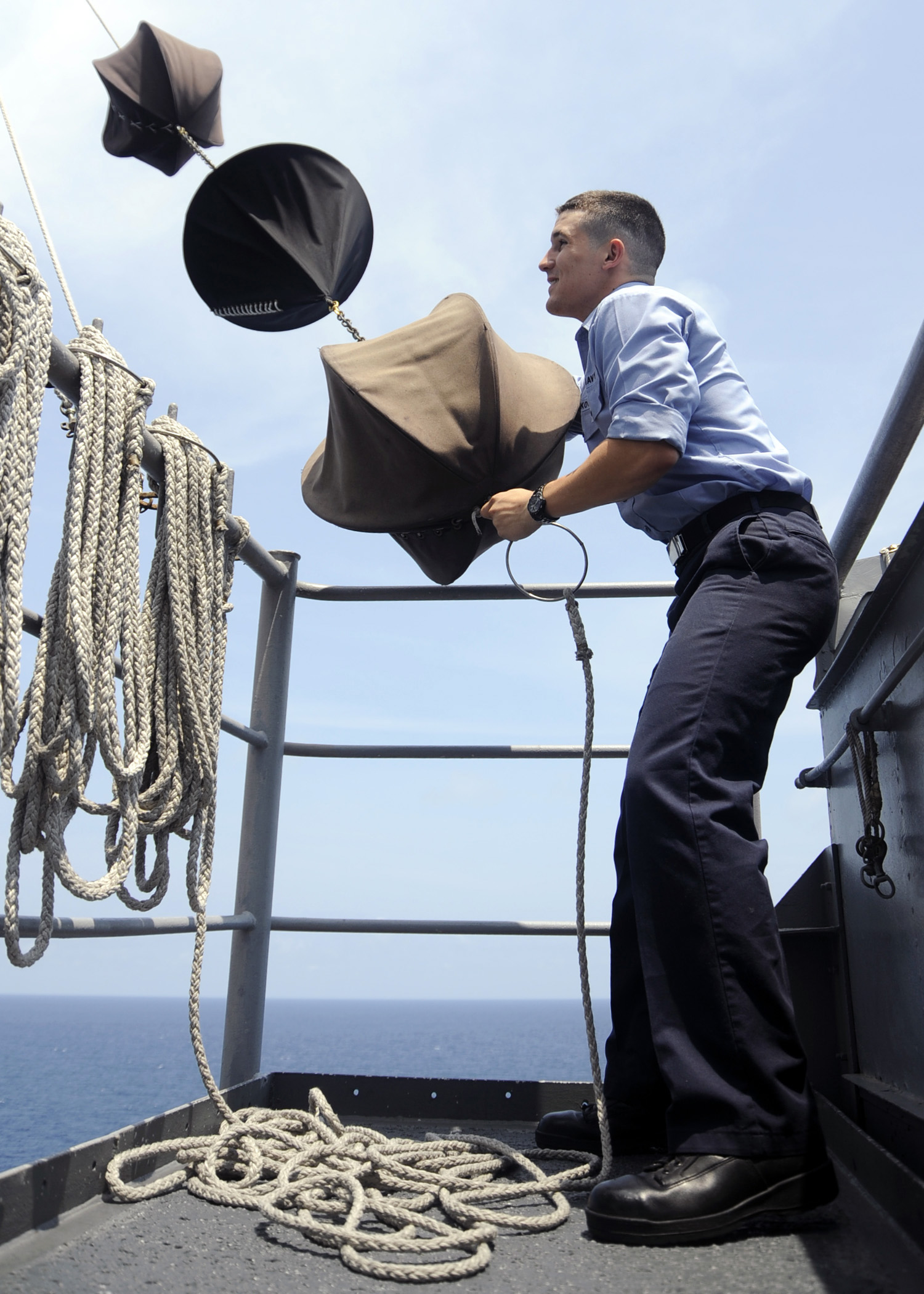
Ромб між двох куль — знак судна з обмеженою можливістю керуватися

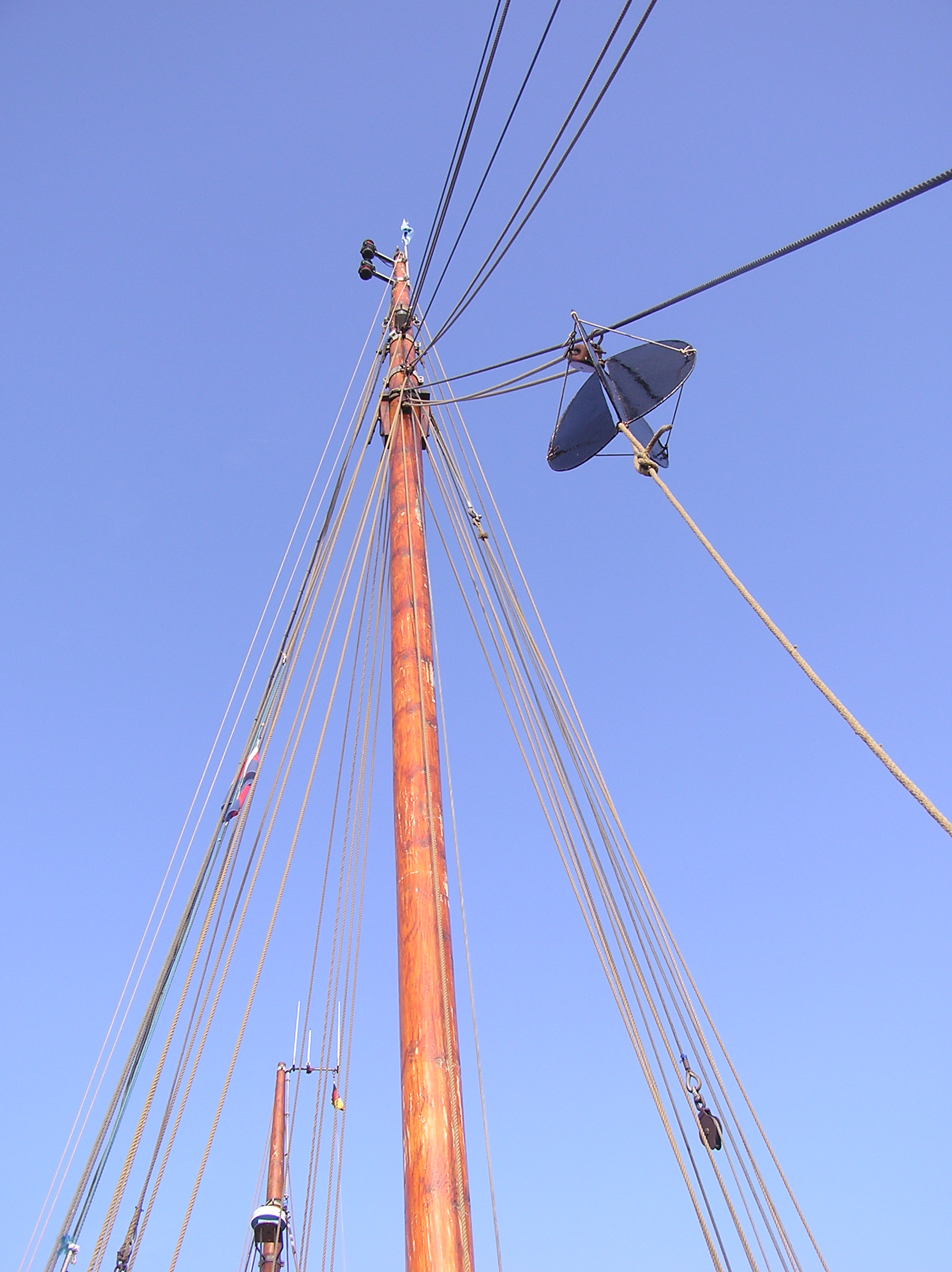
Піднята куля — знак судна на якірній стоянці

Сигнальні фігури відповідають нічним навігаційним вогням і мають бути піднятими від сходу і до заходу Сонця. Відповідні вогні можуть засвічуватися і вдень в умовах обмеженої видимості чи в разі іншої необхідності. Судна менш ніж 7 м довжиною не зобов'язані піднімати сигнальні фігури, хоча від них і вимагається засвічування певних навігаційних вогнів уночі.
Передбачені МПЗЗС сигнальні фігури є чорного кольору, в інших сигнальних системах (наприклад, ВМФ) поряд з чорними, застосовуються білі і червоні фігури. Розміри їх регламентовані, наприклад, діаметр кулі має бути не менш, ніж 0,6 м. Відстань по вертикалі між піднятими фігурами повинна бути не менше, ніж 1,5 м. Судна довжиною менш, ніж 20 м можуть використовувати фігури меншого розміру відповідно до своїх розмірів. Виготовляються фігури частіше за все з обтягнутого тканиною дротяного каркасу (складаного для зручності зберігання), рідше — з фанери чи бляхи.

### Види фігур
У МПЗЗС
- Куля — складається з двох хрестоподібно з'єднаних кругів. Одну кулю підіймають судна на якорі, дві кулі — судна позбавлені можливості керуватися (з обмеженою можливістю керуватися підіймають між кулями ромб), три кулі одна над однією — судна на мілині, три розташовані трикутником кулі — тральщики під час тралення.
- Конус — складається з двох хрестоподібно з'єднаних трикутників. Може підійматися вершиною догори або донизу. Один конус підіймають судна з машинним рушієм під вітрилами, два з'єднані вершинами — судна, зайняті ловлею риби.
- Циліндр — складається з двох хрестоподібно з'єднаних прямокутників, піднімається вертикально. Підіймається суднами, скутими своєю осадкою.
- Ромб — складається з двох хрестоподібно з'єднаних ромбів (або з двох з'днаних основами конусів). Підіймається зайнятими буксируванням і буксированими суднами, а також суднами з обмеженою можливістю керуватися (між двох куль).

Додаткові в інших системах
- Смуга — складається з двох хрестоподібно з'єднаних прямокутників, піднімається горизонтально.
- Т-подібна фігура — складається з двох хрестоподібно з'єднаних Т-подібних плоских фігур.
- Хрест — складається з двох перпендикулярно з'єднаних хрестоподібних плоских фігур.

## Поширені комбінації
| Навігаційний статус                     | Фігура                          | Примітки                                                |
| --------------------------------------- | ------------------------------- | ------------------------------------------------------- |
| Судно з машинним рушієм під вітрилами   | Конус                           | > 12 м                                                  |
| Судно на якорі                          | Куля                            | > 7 м (не у фарватері) > 20 м (на рейді)                |
| Судно, скуте своєю осадкою              | Циліндр                         |                                                         |
| Судно на мілині                         | 3 кулі (одна над однією)        | > 12 м                                                  |
| Судно, позбавлене можливості керуватися | 2 кулі (одна над однією)        | > 12 м                                                  |
| Судно з обмеженою можливістю керуватися | 1 куля + 1 ромб + 1 куля        | > 12 м (за винятком дайв-ботів)                         |
| Судно, зайняте ловлею риби              | 2 конуси (один над одним)       | > 20 м (судно меншої довжини має виставляти один кошик) |
| Судно, зайняте буксируванням            | Ромб                            | Довжина всього буксира > 200 м                          |
| Буксироване судно                       | Ромб                            | Довжина всього буксира > 100 м                          |
| Тральщик під час тралення               | 3 кулі, розташовані трикутником | На ВМФ                                                  |

Чорна куля, піднята разом з чорним квадратним прапором, вважається сигналом лиха.